# Eleições estaduais de Berlim em 1946
As eleições estaduais de Berlim em 1946 foram realizadas 20 de Outubro e, serviram para eleger os 130 deputados para o parlamento estadual, sendo estas as primeiras eleições após a Segunda Guerra Mundial.
O grande vencedor foi o Partido Social-Democrata da Alemanha, que obteve uma vitória esmagadora, conquistando 48,7% dos votos e 63 deputados.
A União Democrata-Cristã também obteve um resultado positivo, ao ficar em segundo lugar, obtendo 22,2% dos votos.
O grande derrotado foi o Partido Socialista Unificado da Alemanha, partido fortemente apoiado pela URSS, que se ficou pelos 19,8% dos votos, muito distante da vitória ambicionada pelo partido.
Por fim, destacar os 9,3% obtidos pelo Partido Liberal Democrático da Alemanha.
Após as eleições, inicialmente, formou-se um governo entre todos os partidos, liderado pelos social-democratas.

## Resultados Oficiais
| Partido                 | Partido                      | Votos     | %               | Deputados |
| ----------------------- | ---------------------------- | --------- | --------------- | --------- |
|                         | Partido Social-Democrata     | 1 015 609 | 48,70 / 100,00  | 63 / 130  |
|                         | União Democrata-Cristã       | 462 425   | 22,18 / 100,00  | 29 / 130  |
|                         | Partido Socialista Unificado | 412 582   | 19,79 / 100,00  | 26 / 130  |
|                         | Partido Liberal Democrático  | 149 722   | 9,33 / 100,00   | 12 / 130  |
| Votos Inválidos         | Votos Inválidos              | 43 339    |                 |           |
| Total                   | Total                        | 2 128 677 | 100,00 / 100,00 | 130 / 130 |
| Eleitorado/Participação | Eleitorado/Participação      | 2 307 122 | 92,27 / 100,00  |           |